# 트리스트램 샤피로
트리스트램 샤피로(영어: Tristram Shapeero)는 미국의 텔레비전 감독이자 프로듀서로, 영국과 미국에서 코미디 프로그램 제작에 참여해왔다.

## 어린 시절
샤피로는 영국 잉글랜드 서머싯주에서 출생했다. 바스에서 유년 시절을 보내며 세인트스티븐스 학교와 비첸 클리프 학교에 다녔다.

## 경력
샤피로는 채널 4의 모큐멘터리 《노버트 스미스: 어 라이프》를 통해 쇼러너로서의 경력을 시작했고, 다음으로 《후즈 라인 이즈 잇 애니웨이?》 제작에 참여했다. 1991년에는 미국 뉴욕으로 건너가 여러 텔레비전 코미디 시리즈 작품의 연출을 맡았다. 영국으로 돌아온 뒤에는 《풀링》 전체 에피소드, 《그린 윙》의 에피소드 절반, 《핍 쇼》의 두 시즌 등 텔레비전 코미디 작품들을 연출했다. 이외에도 《브라스 아이》, 《아임 앨런 패트리지》, 《앱솔루틀리 패뷸러스》 등의 프로그램의 에피소드 연출을 맡았다. 또한 2002년 《김미 김미 김미》, 《브라스 아이 스페셜》, 2003년 《브렘너, 버드 앤드 포춘》, 2005년과 2007년에 《그린 윙》, 2006년 《핍 쇼》, 2007년에 《풀링》 등으로 영국 아카데미 영화상에 여덟 차례 후보로 올랐다.
2009년에 미국 텔레비전 프로그램 작업에 참여하기 위해 로스앤젤레스로 이주했다. 《팍스 앤 레크리에이션》의 에피소드를 연출한 데 이어 시트콤 《커뮤니티》에서 2시즌 동안 프로듀서를 맡아 24개의 에피소드를 연출했다. 그 이외에 《부통령이 필요해》, 《브루클린 나인-나인》, 《언브레이커블 키미 슈미트》, 《아이 필 배드》, 《트로피 와이프》, 《그라인더》, 《벤치드》, 《피보팅》 등의 작품에서 에피소드 연출을 담당했다.
샤피로가 감독을 맡은 첫 장편 영화인 《메리 프리진 크리스마스》에는 로빈 윌리엄스가 출연했으며, 2014년에 개봉했으나 주로 부정적인 평가를 받았다.

## 개인사
샤피로는 1991년에 뉴욕에서 만난 배우자 미국인 에리카와 함께 로스앤젤레스에서 살고 있다.
2010년에 바스 스파 대학교로부터 명예 문학박사 학위를 수여받았다.
2020년 11월, 샤피로는 줌으로 온라인 오디션을 진행하던 중, 마이크를 음소거하지 않은 채 다른 사람과 루카스 게이지에 대해 이야기하면서 "이 불쌍한 사람들은 이런 좁은 아파트에서 산다"라고 발언해 논란이 되었다. 그러자 게이지는 웃으며 "네, 형편없는 아파트인 거 알아요. [...] 더 좋은 집을 구할 수 있게 이 일을 줘요."라고 농담 삼아 대답했다. 샤피로는 즉시 "너무 부끄럽다"며 거듭 사과했다. 게이지가 이후 이 영상을 트위터에 올리자 인터넷 상에서 확산되었고, 저드 애퍼타우와 재뉴어리 존스 같은 인물들이 게이지를 옹호하고 나섰다.  샤피로는 다시 한번 사과하면서, 자신이 사용한 "불쌍한"이라는 표현은 게이지의 재정 상태를 지적한 것이 아니라 그가 동정받아야 할 상황이라는 의미였다고 해명했다.

## 연출 작품
- 《로스 도스 브로스(영어판)》(1999~2001)[17]
- 《스맥 더 포니(영어판)》(2000)[17]
- 《김미 김미 김미(영어판)》(2001)[4]
- 《브라스 아이 스페셜(영어판)》(2001)[5]
- 《아임 앨런 패트리지(영어판)》(2001)[3]
- 《브렘너, 버드 앤 포춘(영어판)》(2001)[4]
- 《앱솔루틀리 패뷸러스》(2002)[18]
- 《프렌치 앤 손더스(영어판)》(2002)[18]
- 《핍 쇼(영어판)》(2004~2005)[3]
- 《그린 윙(영어판)》(2004~2007)[19]
- 《앱솔루트 파워 (BBC)(영어판)》(2005)[17]
- 《필 더 포스(영어판)》(2006)[19]
- 《해리 & 폴(영어판)》(2008)[19]
- 《풀링(영어판)》(2006~2009)[11]
- 《시드니 터틀바움》(2008)[20]
- 《레지 페린(영어판)(2009)[19]
- 《퍼수에이셔니스츠(영어판)》(2010)[21]
- 《팍스 앤 레크리에이션》(2010~2013, 에피소드 4편)[2]
- 《커뮤니티》(에피소드 24편)[11]
- 《보어드 투 데스(영어판)》(2010~2011)[3]
- 《해피 엔딩》(2011~2013)[3]
- 《간호사 재키》(2011)[3]
- 《워커홀릭스》(2011~2012)[3]
- 《아동병원(영어판)》(2011~2012)[3]
- 《뉴 걸》(2012~2013)[11]
- 《빅 배드 월드(영어판)》(2013)[17]
- 《메리 프리진 크리스마스(영어판)》(2014)[13]
- 《브루클린 나인-나인》(2014–2016)[22]
- 《언브레이커블 키미 슈미트》(2015~2017)[22]
- 《블런트 토크(영어판)》(2015~2016)[11]
- 《글로우: 레슬링 여인 천하》(2017)[3]
- 《턴 업 찰리(영어판)》(2019)[17]
- 《네 번의 결혼식과 한 번의 장례식(영어판)》(2019)[23]
- 《네버 해브 아이 에버》(2020)[23]
- 《피보팅》(2020)[23]
- 《미스터 메이어(영어판)》(2021)
- 《아카풀코(영어판)》(2021)
- 《피보팅 (시트콤)(영어판)》(2022)